# Gaillon
Gaillon és un municipi francès situat al departament de l'Eure i a la regió de Normandia. L'any 2007 tenia 6.880 habitants.

## Demografia

### Població
El 2007 la població de fet de Gaillon era de 6.880 persones. Hi havia 2.881 famílies, de les quals 997 eren unipersonals (451 homes vivint sols i 546 dones vivint soles), 713 parelles sense fills, 845 parelles amb fills i 326 famílies monoparentals amb fills.
La població ha evolucionat segons el següent gràfic:
Habitants censats

### Habitatges
El 2007 hi havia 3.142 habitatges, 2.900 eren l'habitatge principal de la família, 23 eren segones residències i 219 estaven desocupats. 1.381 eren cases i 1.703 eren apartaments. Dels 2.900 habitatges principals, 1.055 estaven ocupats pels seus propietaris, 1.798 estaven llogats i ocupats pels llogaters i 47 estaven cedits a títol gratuït; 133 tenien una cambra, 528 en tenien dues, 789 en tenien tres, 744 en tenien quatre i 707 en tenien cinc o més. 1.700 habitatges disposaven pel capbaix d'una plaça de pàrquing. A 1.507 habitatges hi havia un automòbil i a 877 n'hi havia dos o més.

### Piràmide de població
La piràmide de població per edats i sexe el 2009 era:
| Homes | Edats   | Dones |
| ----- | ------- | ----- |
| 4     | 95 o +  | 5     |
| 11    | 90 a 94 | 39    |
| 14    | 85 a 89 | 52    |
| 25    | 80 a 84 | 51    |
| 66    | 75 a 79 | 135   |
| 88    | 70 a 74 | 80    |
| 105   | 65 a 69 | 133   |
| 108   | 60 a 64 | 95    |
| 163   | 55 a 59 | 114   |
| 283   | 50 a 54 | 227   |
| 240   | 45 a 49 | 288   |
| 204   | 40 a 44 | 264   |
| 230   | 35 a 39 | 224   |
| 284   | 30 a 34 | 275   |
| 274   | 25 a 29 | 279   |
| 282   | 20 a 24 | 196   |
| 406   | 15 a 19 | 291   |
| 285   | 10 a 14 | 303   |
| 272   | 5 a 9   | 194   |
| 201   | 0 a 4   | 185   |

## Economia
El 2007 la població en edat de treballar era de 4.623 persones, 3.378 eren actives i 1.245 eren inactives. De les 3.378 persones actives 2.822 estaven ocupades (1.535 homes i 1.287 dones) i 556 estaven aturades (252 homes i 304 dones). De les 1.245 persones inactives 400 estaven jubilades, 359 estaven estudiant i 486 estaven classificades com a «altres inactius».

### Ingressos
El 2009 a Gaillon hi havia 3.021 unitats fiscals que integraven 7.240 persones, la mediana anual d'ingressos fiscals per persona era de 15.755,5 €.

### Activitats econòmiques
Dels 340 establiments que hi havia el 2007, 2 eren d'empreses extractives, 7 d'empreses alimentàries, 2 d'empreses de fabricació de material elèctric, 28 d'empreses de fabricació d'altres productes industrials, 32 d'empreses de construcció, 82 d'empreses de comerç i reparació d'automòbils, 10 d'empreses de transport, 23 d'empreses d'hostatgeria i restauració, 5 d'empreses d'informació i comunicació, 16 d'empreses financeres, 16 d'empreses immobiliàries, 45 d'empreses de serveis, 49 d'entitats de l'administració pública i 23 d'empreses classificades com a «altres activitats de serveis».
Dels 108 establiments de servei als particulars que hi havia el 2009, 1 era una oficina d'administració d'Hisenda pública, 1 gendarmeria, 1 oficina de correu, 8 oficines bancàries, 3 funeràries, 12 tallers de reparació d'automòbils i de material agrícola, 1 taller d'inspecció tècnica de vehicles, 3 autoescoles, 7 paletes, 1 guixaire pintor, 7 fusteries, 7 lampisteries, 2 electricistes, 2 empreses de construcció, 10 perruqueries, 4 veterinaris, 5 agències de treball temporal, 17 restaurants, 11 agències immobiliàries, 3 tintoreries i 2 salons de bellesa.
Dels 33 establiments comercials que hi havia el 2009, 1 era un hipermercat, 1 una gran superfície de material de bricolatge, 3 botiges de menys de 120 m², 6 fleques, 3 carnisseries, 1 una botiga de congelats, 2 llibreries, 6 botigues de roba, 1 una botiga de roba, 1 una botiga d'equipament de la llar, 1 una sabateria, 1 un drogueria, 1 una perfumeria i 5 floristeries.
L'any 2000 a Gaillon hi havia 4 explotacions agrícoles.

## Equipaments sanitaris i escolars
El 2009 hi havia 1 centre de salut, 2 farmàcies i 1 ambulància.
El 2009 hi havia 3 escoles maternals i 3 escoles elementals. A Gaillon hi havia 1 col·legi d'educació secundària i 1 liceu d'ensenyament general. Als col·legis d'educació secundària hi havia 448 alumnes i als liceus d'ensenyament general 519.

## Poblacions més properes
El següent diagrama mostra les poblacions més properes.